# سولوی آرنارشتوتیر
سولوِی آرنارشتوتیر (ایسلندی: Sólveig Arnarsdóttir) بازیگر اهل ایسلند است.
از فیلم‌ها یا مجموعه‌های تلویزیونی که وی در آن‌ها نقش داشته است، می‌توان به سپتامبر، کاتلا و به‌دام‌افتاده اشاره نمود.